# Cadre-47/2-Europameisterschaft der Junioren 2004/05
Die Cadre-47/2-Europameisterschaft der Junioren 2005 war das 29. Turnier in dieser Disziplin des Karambolagebillards und fand vom 8. bis zum 10. April 2005 in Brünn statt. Die Meisterschaft zählte zur Saison 2004/05.

Logo CEB (ausrichtender Verband)

## Geschichte
Der 18-jährige Franzose Pierre Soumagne gewann mit allen Turnierbestleistungen unangefochten den Junioren-Titel im Cadre 47/2. Zweiter wurde der 17-jährige Niederländer Raymund Swertz. Platz drei teilten sich Erwin van den Heuvel und Jens Fischer.

## Modus
Gespielt wurde eine Vorrunde mit vier 4er-Gruppen im Round-Robin-Modus. Die zwei Gruppenbesten je Gruppe kamen ins Viertelfinale. Danach eine Knock-out-Runde bis 200 Punkte oder 20 Aufnahmen. Platz drei wurde nicht mehr ausgespielt.
Platzierung in den Tabellen bei Punktgleichheit:
1. GD = Generaldurchschnitt
2. HS = Höchstserie

## Vorrunde
| Abschlusstabelle Gruppe A | Abschlusstabelle Gruppe A | Abschlusstabelle Gruppe A | Abschlusstabelle Gruppe A | Abschlusstabelle Gruppe A | Abschlusstabelle Gruppe A | Abschlusstabelle Gruppe A | Abschlusstabelle Gruppe A | Abschlusstabelle Gruppe A |
| Platz                     | Name                      | MP                        | Pkte                      | Aufn.                     | GD                        | BED                       | HS                        |                           |
| ------------------------- | ------------------------- | ------------------------- | ------------------------- | ------------------------- | ------------------------- | ------------------------- | ------------------------- | ------------------------- |
| 1                         | Pierre Soumagne           | 6:0                       | 600                       | 23                        | 26,08                     | 28,57                     | 146                       |                           |
| 2                         | Christian Mooren          | 4:2                       | 382                       | 44                        | 8,68                      | 11,76                     | 44                        |                           |
| 3                         | Shyaam Poedai             | 2:4                       | 526                       | 39                        | 13,48                     | 15,38                     | 74                        |                           |
| 4                         | Mathias Blieweis          | 0:6                       | 85                        | 40                        | 2,12                      | -                         | 12                        |                           |

| Abschlusstabelle Gruppe B | Abschlusstabelle Gruppe B | Abschlusstabelle Gruppe B | Abschlusstabelle Gruppe B | Abschlusstabelle Gruppe B | Abschlusstabelle Gruppe B | Abschlusstabelle Gruppe B | Abschlusstabelle Gruppe B | Abschlusstabelle Gruppe B |
| Platz                     | Name                      | MP                        | Pkte                      | Aufn.                     | GD                        | BED                       | HS                        |                           |
| ------------------------- | ------------------------- | ------------------------- | ------------------------- | ------------------------- | ------------------------- | ------------------------- | ------------------------- | ------------------------- |
| 1                         | Julien Rault              | 6:0                       | 500                       | 40                        | 12,50                     | 25,00                     | 94                        |                           |
| 2                         | Roij van Raaij            | 4:2                       | 584                       | 28                        | 20,85                     | 28,57                     | 58                        |                           |
| 3                         | Adam Brezina              | 2:4                       | 83                        | 35                        | 2,37                      | 1,95                      | 13                        |                           |
| 4                         | Patrick Benko             | 0:6                       | 100                       | 49                        | 2,04                      | -                         | 23                        |                           |

| Abschlusstabelle Gruppe C | Abschlusstabelle Gruppe C | Abschlusstabelle Gruppe C | Abschlusstabelle Gruppe C | Abschlusstabelle Gruppe C | Abschlusstabelle Gruppe C | Abschlusstabelle Gruppe C | Abschlusstabelle Gruppe C | Abschlusstabelle Gruppe C |
| Platz                     | Name                      | MP                        | Pkte                      | Aufn.                     | GD                        | BED                       | HS                        |                           |
| ------------------------- | ------------------------- | ------------------------- | ------------------------- | ------------------------- | ------------------------- | ------------------------- | ------------------------- | ------------------------- |
| 1                         | Erwin van den Heuvel      | 6:0                       | 600                       | 22                        | 27,27                     | 66,66                     | 106                       |                           |
| 2                         | Jens Fischer              | 4:2                       | 460                       | 40                        | 11,50                     | 16,66                     | 56                        |                           |
| 3                         | Koen Saver                | 2:4                       | 341                       | 32                        | 10,65                     | 16,66                     | 88                        |                           |
| 4                         | Dominik Ciz               | 0:6                       | 237                       | 32                        | 7,40                      | -                         | 37                        |                           |

| Abschlusstabelle Gruppe D | Abschlusstabelle Gruppe D | Abschlusstabelle Gruppe D | Abschlusstabelle Gruppe D | Abschlusstabelle Gruppe D | Abschlusstabelle Gruppe D | Abschlusstabelle Gruppe D | Abschlusstabelle Gruppe D | Abschlusstabelle Gruppe D |
| Platz                     | Name                      | MP                        | Pkte                      | Aufn.                     | GD                        | BED                       | HS                        |                           |
| ------------------------- | ------------------------- | ------------------------- | ------------------------- | ------------------------- | ------------------------- | ------------------------- | ------------------------- | ------------------------- |
| 1                         | Raymund Swertz            | 6:0                       | 584                       | 35                        | 16,68                     | 40,00                     | 102                       |                           |
| 2                         | Maarten Janssen           | 4:2                       | 586                       | 31                        | 18,90                     | 22,22                     | 129                       |                           |
| 3                         | Kai Siepmann              | 2:4                       | 229                       | 34                        | 6,73                      | 8,15                      | 24                        |                           |
| 4                         | Pavel Böhm                | 0:6                       | 247                       | 52                        | 4,75                      | -                         | 23                        |                           |

## Finalrunde
|  | Viertelfinale 200/20 | Viertelfinale 200/20 | Viertelfinale 200/20 | Viertelfinale 200/20 | Viertelfinale 200/20 | Viertelfinale 200/20 |                 |                      | Halbfinale 200/20 | Halbfinale 200/20 | Halbfinale 200/20 | Halbfinale 200/20 | Halbfinale 200/20 | Halbfinale 200/20 |      |       | Finale 200/20 | Finale 200/20 | Finale 200/20 | Finale 200/20 | Finale 200/20 | Finale 200/20 |
|  |                      |                      |                      |                      |                      |                      |                 |                      |                   |                   |                   |                   |                   |                   |      |       |               |               |               |               |               |               |
|  |                      | MP                   | Pkt.                 | Aufn.                | ED                   | HS                   |                 |                      |                   |                   |                   |                   |                   |                   |      |       |               |               |               |               |               |               |
|  |                      | MP                   | Pkt.                 | Aufn.                | ED                   | HS                   |                 |                      |                   |                   |                   |                   |                   |                   |      |       |               |               |               |               |               |               |
|  | Pierre Soumagne      | 2                    | 200                  | 2                    | 100,00               | 198                  |                 |                      |                   |                   |                   |                   |                   |                   |      |       |               |               |               |               |               |               |
|  | Pierre Soumagne      | 2                    | 200                  | 2                    | 100,00               | 198                  |                 | MP                   | Pkt.              | Aufn.             | ED                | HS                |                   |                   |      |       |               |               |               |               |               |               |
|  | Maarten Janssen      | 0                    | 18                   | 2                    | 9,00                 | 16                   |                 | MP                   | Pkt.              | Aufn.             | ED                | HS                |                   |                   |      |       |               |               |               |               |               |               |
|  | Maarten Janssen      | 0                    | 18                   | 2                    | 9,00                 | 16                   | Pierre Soumagne | 2                    | 200               | 2                 | 100,00            | 196               |                   |                   |      |       |               |               |               |               |               |               |
|  |                      | MP                   | Pkt.                 | Aufn.                | ED                   | HS                   | Pierre Soumagne | 2                    | 200               | 2                 | 100,00            | 196               |                   |                   |      |       |               |               |               |               |               |               |
|  |                      | MP                   | Pkt.                 | Aufn.                | ED                   | HS                   |                 | Erwin van den Heuvel | 0                 | 110               | 2                 | 55,00             | 96                |                   |      |       |               |               |               |               |               |               |
|  | Erwin van den Heuvel | 2                    | 200                  | 7                    | 28,57                | 72                   |                 | Erwin van den Heuvel | 0                 | 110               | 2                 | 55,00             | 96                |                   |      |       |               |               |               |               |               |               |
|  | Erwin van den Heuvel | 2                    | 200                  | 7                    | 28,57                | 72                   |                 |                      |                   |                   |                   |                   |                   | MP                | Pkt. | Aufn. | ED            | HS            |               |               |               |               |
|  | Roij van Raaij       | 0                    | 155                  | 7                    | 22,14                | 134                  |                 |                      |                   |                   |                   |                   |                   | MP                | Pkt. | Aufn. | ED            | HS            |               |               |               |               |
|  | Roij van Raaij       | 0                    | 155                  | 7                    | 22,14                | 134                  | Pierre Soumagne | 2                    | 200               | 6                 | 33,33             | 82                |                   |                   |      |       |               |               |               |               |               |               |
|  |                      | MP                   | Pkt.                 | Aufn.                | ED                   | HS                   | Pierre Soumagne | 2                    | 200               | 6                 | 33,33             | 82                |                   |                   |      |       |               |               |               |               |               |               |
|  |                      | MP                   | Pkt.                 | Aufn.                | ED                   | HS                   |                 | Raymund Swertz       | 0                 | 113               | 6                 | 18,83             | 64                |                   |      |       |               |               |               |               |               |               |
|  | Julien Rault         | 0                    | 101                  | 6                    | 16,83                | 42                   |                 | Raymund Swertz       | 0                 | 113               | 6                 | 18,83             | 64                |                   |      |       |               |               |               |               |               |               |
|  | Julien Rault         | 0                    | 101                  | 6                    | 16,83                | 42                   |                 | MP                   | Pkt.              | Aufn.             | ED                | HS                |                   |                   |      |       |               |               |               |               |               |               |
|  | Jens Fischer         | 2                    | 200                  | 6                    | 33,33                | 63                   |                 | MP                   | Pkt.              | Aufn.             | ED                | HS                |                   |                   |      |       |               |               |               |               |               |               |
|  | Jens Fischer         | 2                    | 200                  | 6                    | 33,33                | 63                   | Jens Fischer    | 0                    | 35                | 7                 | 5,00              | 21                |                   |                   |      |       |               |               |               |               |               |               |
|  |                      | MP                   | Pkt.                 | Aufn.                | ED                   | HS                   | Jens Fischer    | 0                    | 35                | 7                 | 5,00              | 21                |                   |                   |      |       |               |               |               |               |               |               |
|  |                      | MP                   | Pkt.                 | Aufn.                | ED                   | HS                   |                 | Raymund Swertz       | 2                 | 200               | 7                 | 28,57             | 111               |                   |      |       |               |               |               |               |               |               |
|  | Raymund Swertz       | 2                    | 200                  | 20                   | 10,00                | 77                   |                 | Raymund Swertz       | 2                 | 200               | 7                 | 28,57             | 111               |                   |      |       |               |               |               |               |               |               |
|  | Raymund Swertz       | 2                    | 200                  | 20                   | 10,00                | 77                   |                 |                      |                   |                   |                   |                   |                   |                   |      |       |               |               |               |               |               |               |
|  | Christian Mooren     | 0                    | 140                  | 20                   | 7,00                 | 29                   |                 |                      |                   |                   |                   |                   |                   |                   |      |       |               |               |               |               |               |               |
|  | Christian Mooren     | 0                    | 140                  | 20                   | 7,00                 | 29                   |                 |                      |                   |                   |                   |                   |                   |                   |      |       |               |               |               |               |               |               |

## Endergebnis
| MP    | Match Points (Sieger = 2; Unentschieden = 1; Verlierer = 0) |
| Pkte. | Erzielte Karambolagen                                       |
| Aufn. | Benötigte Versuche                                          |
| GD    | Generaldurchschnitt                                         |
| BED   | Bester Einzeldurchschnitt eines Spielers                    |
| HS    | Höchstserie                                                 |
|       | Bester GD des Turniers                                      |
|       | Bester ED des Turniers                                      |
|       | Beste HS des Turniers                                       |
|       | 1. Platz (Gold)                                             |
|       | 2. Platz (Silber)                                           |
|       | 3. Platz (Bronze)                                           |

| Finale                     | 1  | Pierre Soumagne      | 12:0 | 1200 | 33 | 36,36 | 100,00 | 198 |
| Finale                     | 2  | Raymund Swertz       | 10:2 | 1097 | 68 | 16,13 | 40,00  | 111 |
| Halb- finale               | 3  | Erwin van den Heuvel | 8:2  | 910  | 31 | 29,35 | 66,66  | 106 |
| Halb- finale               | 3  | Jens Fischer         | 6:4  | 695  | 53 | 13,11 | 33,33  | 63  |
| Viertel- finale            | 5  | Julien Rault         | 6:2  | 601  | 46 | 13,06 | 25,00  | 94  |
| Viertel- finale            | 6  | Roij van Raaij       | 4:4  | 739  | 35 | 21,11 | 28,57  | 113 |
| Viertel- finale            | 7  | Maarten Janssen      | 4:4  | 604  | 33 | 18,30 | 22,22  | 129 |
| Viertel- finale            | 8  | Christian Mooren     | 4:4  | 522  | 64 | 8,15  | 11,76  | 44  |
| Gruppen- phase             | 9  | Shyaam Poedai        | 2:4  | 526  | 39 | 13,48 | 15,38  | 74  |
| Gruppen- phase             | 10 | Koen Saver           | 2:4  | 341  | 32 | 10,65 | 16,66  | 88  |
| Gruppen- phase             | 11 | Kai Siepmann         | 2:4  | 229  | 34 | 6,73  | 8,15   | 24  |
| Gruppen- phase             | 12 | Adam Brezina         | 2:4  | 83   | 35 | 2,37  | 1,95   | 13  |
| Gruppen- phase             | 13 | Dominik Ciz          | 0:6  | 237  | 32 | 7,40  | -      | 37  |
| Gruppen- phase             | 14 | Pavel Böhm           | 0:6  | 247  | 52 | 4,75  | -      | 23  |
| Gruppen- phase             | 15 | Mathias Blieweis     | 0:6  | 85   | 40 | 2,12  | -      | 12  |
| Gruppen- phase             | 16 | Patrick Benko        | 0:6  | 100  | 49 | 2,04  | -      | 23  |
| Turnierdurchschnitt: 12,15 |    |                      |      |      |    |       |        |     |